# Venus Doom

Venus Doom este cel de-al șaselea album de studio al formației de origine finlandeză HIM. Discul a început să fie comercializat pe plan internațional în luna septembrie a anului 2007.

## Ordinea pieselor pe disc
1. "Venus Doom" - 5:08
2. "Love in Cold Blood" - 5:54
3. "Passion's Killing Floor" - 5:10
4. "The Kiss of Dawn" - 5:54
5. "Sleepwalking Past Hope" - 10:02
6. "Dead Lovers' Lane" - 4:28
7. "Song or Suicide" - 1:10
8. "Bleed Well" - 4:24
9. "Cyanide Sun" - 5:54

## Pozițiile ocupate în clasamentele de specialitate
| Clasamentul                | Cea mai înaltă poziție ocupată |
| -------------------------- | ------------------------------ |
| Statele Unite ale Americii | 12                             |
| Finlanda                   | 2                              |
| Grecia                     | 2                              |
| Germania                   | 3                              |
| Suedia                     | 12                             |
| Norvegia                   | 22                             |
| Țările de Jos              | 36                             |
| Elveția                    | 5                              |
| Austria                    | 9                              |

| Clasamentul   | Cea mai înaltă poziție ocupată |
| ------------- | ------------------------------ |
| Spania        | 22                             |
| Italia        | 20                             |
| Polonia       | 48                             |
| Irlanda       | 36                             |
| Regatul Unit  | 31                             |
| Australia     | 32                             |
| Noua Zeelandă | 38                             |
| Canada        | 32                             |
| Japonia       | 80                             |